# Фехтование на летних Олимпийских играх 1972

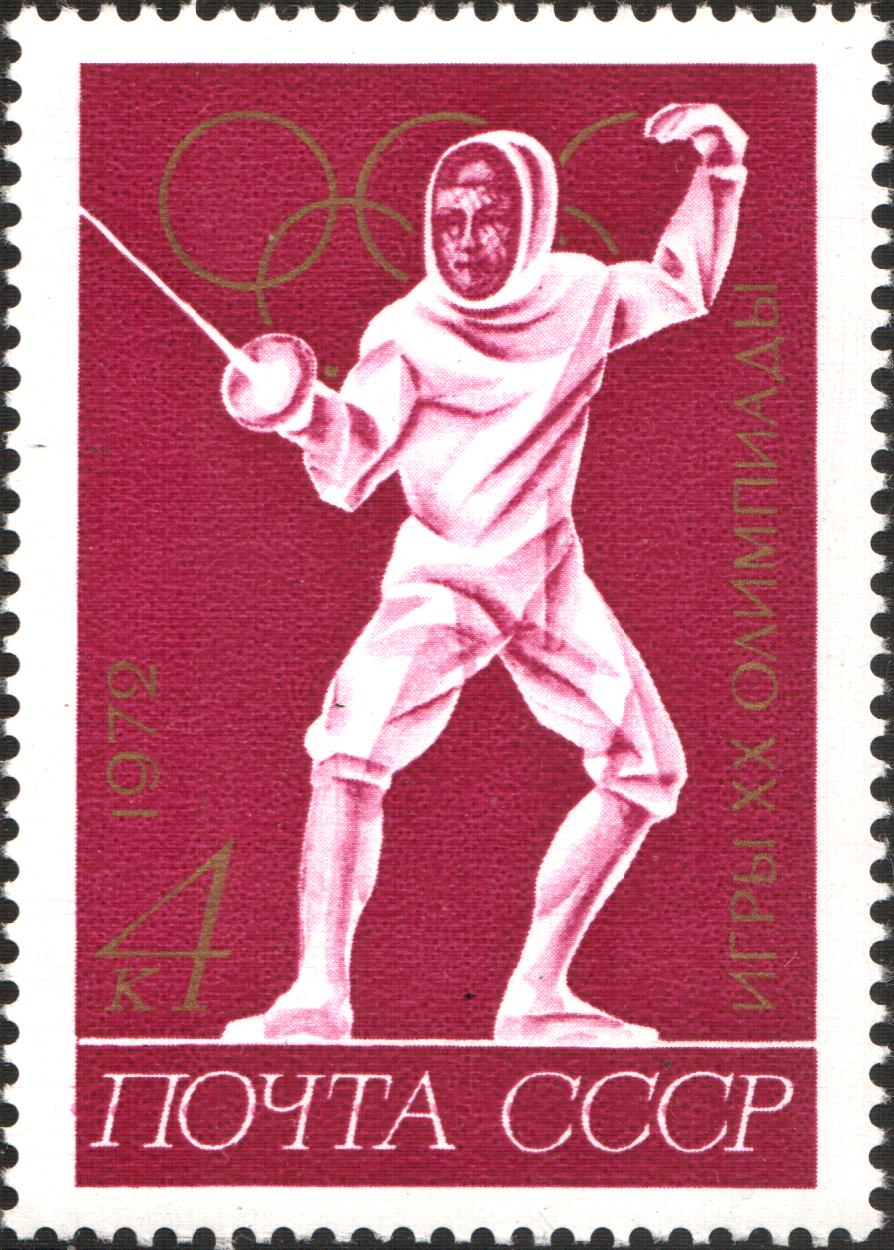
1972_CPA_4136.jpg

Соревнования по фехтованию на летних Олимпийских играх 1972 года проводились среди мужчин и женщин. Мужчины соревновались на шпагах, рапирах и саблях (в личном и командном первенстве), женщины — только на рапирах.

## Общий медальный зачёт
| Место | Страна    | Золото | Серебро | Бронза | Всего |
| ----- | --------- | ------ | ------- | ------ | ----- |
| 1     | Венгрия   | 2      | 4       | 2      | 8     |
| 2     | СССР      | 2      | 2       | 3      | 7     |
| 3     | Италия    | 2      | 0       | 0      | 2     |
| 4     | Польша    | 2      | 0       | 0      | 2     |
| 4     | Франция   | 0      | 1       | 2      | 3     |
| 6     | Швейцария | 0      | 1       | 0      | 1     |
| 7     | Румыния   | 0      | 0       | 1      | 1     |

## Медалисты

### Мужчины
| Дисциплина            | Золото                                                                                                   | Серебро                                                                                          | Бронза                                                                                            |
| --------------------- | --- | ------------------------------------------------------------------------------------------------ | ------------------------------------------------------------------------------------------------- |
| Индивидуальная шпага  | Чаба Феньвеши Венгрия                                                                                    | Жак Ладегайери Франция                                                                           | Дьёзё Кульчар Венгрия                                                                             |
| Командная шпага       | Венгрия · Чаба Феньвеши · Шандор Эрдёш · Пал Шмитт · Дьёзё Кульчар · Иштван Острич                       | Швейцария · Ги Эвекоз · Даниэль Гигер · Кристиан Каутер · Петер Лётшер · Франсуа Сюшанеки        | СССР · Виктор Модзолевский · Григорий Крисс · Игорь Валетов · Сергей Парамонов · Георгий Зажицкий |
| Индивидуальная рапира | Витольд Войда Польша                                                                                     | Йенё Камути Венгрия                                                                              | Кристиан Ноэль Франция                                                                            |
| Командная рапира      | Польша · Витольд Войда · Аркадиуш Годель · Ежи Качмарек · Марек Домбровский · Лех Козеёвский             | СССР · Василий Станкович · Виктор Путятин · Леонид Романов · Анатолий Котешев · Владимир Денисов | Франция · Даниэль Ревеню · Жиль Беролатти · Кристиан Ноэль · Жан-Клод Маньян · Бернар Тальвар     |
| Индивидуальная сабля  | Виктор Сидяк СССР                                                                                        | Петер Марот Венгрия                                                                              | Владимир Назлымов СССР                                                                            |
| Командная сабля       | Италия · Микеле Маффей · Чезаре Сальвадори · Роландо Риголи · Марио Альдо Монтано · Марио Туллио Монтано | СССР · Владимир Назлымов · Виктор Сидяк · Эдуард Винокуров · Марк Ракита · Виктор Баженов        | Венгрия · Тамаш Ковач · Петер Баконьи · Тибор Пежа · Петер Марот · Пал Геревич                    |

### Женщины
| Дисциплина            | Золото                                                                                             | Серебро | Бронза                                                                                           |
| --------------------- | -------------------------------------------------------------------------------------------------- | --- | ------------------------------------------------------------------------------------------------ |
| Индивидуальная рапира | Антонелла Раньо-Лонци Италия                                                                       | Ильдико Фаркашински-Бобиш Венгрия                                                                                          | Галина Горохова СССР                                                                             |
| Командная рапира      | СССР · Александра Забелина · Татьяна Самусенко · Елена Белова · Галина Горохова · Светлана Чиркова | Венгрия · Ильдико Фаркашински-Бобиш · Ильдико Уйлаки-Рейтё · Ильдико Ронай · Мария Солноки · Ильдико Тордаши-Шварценбергер | Румыния · Екатерина Шталь-Енчик · Иляна Дюлай-Дрымбэ · Ольга Сабо-Орбан · Ана Дершидан-Эне-Паску |